# نوزومی اوکاهارا
نوزومی اوکاهارا (انگلیسی: Nozomi Okuhara؛ زادهٔ ۱۳ مارس ۱۹۹۵) بدمینتون‌باز اهل ژاپن است.